# Francelina Cabral
Francelina Anche Marques Cabral (* 23. März 1985 in Souro, Osttimor) ist eine osttimoresische Mountainbikerin.

## Sport
Cabral begann mit dem Mountainbike-Fahren 2009 auf einem geliehenen Rad, bis australische Freunde ihr ein Fahrrad schenkten.
Bei der Tour de Timor 2009 nahm Cabral als erste osttimoresische Frau teil. 2013 war sie die erste osttimoresische Gesamtsiegerin bei den Frauen. Sie gewann in dem Jahr vier von fünf Etappen, auch die letzte, bei der sie nach einem Sturz mit einem gebrochenen Schlüsselbein fahren musste. Auch das  Bali Mountain Bike Festival gewann sie 2013.
Beim Langkawi International Bike Challenge nahm Cabral 2013 und 2014 teil, 2015 und 2016 bei den Asienmeisterschaften.
Bei den Olympischen Sommerspielen 2016 in Rio de Janeiro nahm Cabral im Cross-Country-Wettbewerb teil, als erste Radsportlerin ihres Landes bei den Olympischen Spielen überhaupt. Sie erhielt dafür eine Wildcard vom IOC. Beim Wettkampf am 20. August wurde sie allerdings überrundet und kam schließlich auf den vorletzten Platz. Nur die Französin Pauline Ferrand-Prévot lag hinter ihr, da diese das Rennen nicht beendete.
Cabral nahm auch an den Asienspielen 2018 in Jakarta teil.

## Privates
Cabral lebt in Baucau. Um unbezahlten Urlaub von ihrem Job im Marketing bei Air Timor nehmen zu können, wurden für sie 10.000 US-Dollar gesammelt. Das Geld wird für Cabrals Familie benötigt, die sie unterstützt. Parallel neben der Arbeit und Sport studiert Cabral. Sie hat sieben Brüder und drei Schwestern und ist das zweitälteste Kind.